# Перші польоти космонавтів різних країн світу

Країни, громадяни яких літали в космос (станом на 2009).
1960-ті
1970-ті
1980-ті
1990-ті
2000-ні

Тут наведена таблиця перших польотів людей в космос за країнами світу.
| №       | Країна                          | Ім'я                                 | Політ               | Дата (UTC)        |
| ------- | ------------------------------- | ------------------------------------ | ------------------- | ----------------- |
| 1960-ті |                                 |                                      |                     |                   |
| 1       | СРСР                            | Юрій Гагарін                         | Восток-1            | 12 квітня 1961    |
| 2       | США                             | Алан Шепард (суборб. політ)          | Меркурій-3          | 5 травня 1961     |
| 2       | США                             | Джон Гленн (орб. політ)              | Меркурій-6          | 20 лютого 1962    |
| 1970-ті |                                 |                                      |                     |                   |
| 3       | Чехословаччина                  | Володимир Ремек                      | Союз-28             | 2 березня 1978    |
| 4       | Польща                          | Мирослав Гермашевський               | Союз-30             | 27 червня 1978    |
| 5       | НДР                             | Зигмунд Єн                           | Союз-31             | 26 серпня 1978    |
| 6       | НРБ                             | Георгій Іванов                       | Союз-33             | 10 квітня 1979    |
| 7       | Угорщина                        | Берталан Фаркаш                      | Союз-36             | 26 травня 1980    |
| 8       | В'єтнам                         | Фам Туан                             | Союз-37             | 23 липня 1980     |
| 9       | Куба                            | Арнальдо Тамайо Мендес               | Союз-38             | 18 вересня 1980   |
| 1980-ті |                                 |                                      |                     |                   |
| 10      | МНР                             | Жугдердемідійн Гуррагча              | Союз-39             | 22 березня 1981   |
| 11      | СРР                             | Думітру Прунаріу                     | Союз-40             | 14 травня 1981    |
| 12      | Франція                         | Жан-Лу Кретьєн                       | Союз Т-6            | 24 червня 1982    |
| 13      | ФРН                             | Ульф Мербольд                        | Колумбія STS-9      | 28 листопада 1983 |
| 14      | Індія                           | Ракеш Шарма                          | Союз Т-11           | 3 квітня 1984     |
| 15      | Канада                          | Марк Гарно                           | Челленджер STS-41G  | 5 жовтня 1984     |
| 16      | Саудівська Аравія               | Султан Аль Сауд                      | Діскавері STS-51G   | 17 червня 1985    |
| 17      | Нідерланди                      | Вюббо Оккелс                         | Челленджер STS-61-A | 30 жовтня 1985    |
| 18      | Мексика                         | Родольфо Нері                        | Атлантіс STS-61B    | 26 листопада 1985 |
| 19      | Сирія                           | Мухаммед Ахмед Фаріс                 | Союз ТМ-3           | 22 липня 1987     |
| 20      | Афганістан                      | Абдул Ахад Моманд                    | Союз ТМ-6           | 29 серпня 1988    |
| 21      | Японія                          | Тоехіро Акияма                       | Союз ТМ-11          | 2 грудня 1990     |
| 1990-ті |                                 |                                      |                     |                   |
| 22      | Велика Британія                 | Хелен Шарман                         | Союз ТМ-12          | 18 травня 1991    |
| 23      | Австрія                         | Франц Фібьок                         | Союз ТМ-13          | 2 жовтня 1991     |
| 24      | РФ                              | Олександр КалераОлександр Викторенко | Союз ТМ-14          | 17 березня 1992   |
| 25      | Бельгія                         | Дірк Фрімаут                         | STS-45              | 24 березня 1992   |
| 26      | Італія                          | Франко Малерба                       | STS-46              | 31 липня 1992     |
| 27      | Швейцарія                       | Клод Нікольє                         | STS-46              | 31 липня 1992     |
| 28      | Україна                         | Леонід Каденюк                       | STS-87              | 19 листопада 1997 |
| 29      | Іспанія                         | Педро Дуке                           | Діскавері STS-95    | 29 жовтня 1998    |
| 30      | Словаччина                      | Іван Белла                           | Союз ТМ-29          | 20 лютого 1999    |
| 2000-ні |                                 |                                      |                     |                   |
| 31      | Південно-Африканська Республіка | Марк Шаттлворт                       | Союз ТМ-34          | 25 квітня 2002    |
| 32      | Ізраїль                         | Ілан Рамон                           | STS-107             | 16 січня 2003     |
| 33      | Китай                           | Ян Лівей                             | Шеньчжоу-5          | 15 жовтня 2003    |
| 34      | Бразилія                        | Маркус Понтіс                        | Союз ТМА-8          | 30 березня 2006   |
| 35      | Іран                            | Ануше Ансарі                         | Союз ТМА-9          | 18 вересня 2006   |
| 36      | Швеція                          | Крістер Фуглесанг                    | Діскавері STS-116   | 10 грудня 2006    |
| 37      | Малайзія                        | Шейх Музафар Шукор                   | Союз ТМА-11         | 10 жовтня 2007    |
| 38      | Республіка Корея                | Лі Со Ен                             | Союз ТМА-12         | 8 квітня 2008     |
| 2010-ті |                                 |                                      |                     |                   |
| 39      | Данія                           | Андреас Могенсен                     | Союз ТМА-18М        | 2 вересня 2015    |
| 40      | Казахстан                       | Айдин Айимбетов                      | Союз ТМА-18М        | 2 вересня 2015    |
| 41      | Об'єднані Арабські Емірати      | Хаззаа аль-Мансурі                   | Союз МС-15          | 25 вересня 2019   |
| 2020-ті |                                 |                                      |                     |                   |
| 42      | Австралія                       | Кріс Бошуізен                        | Blue Origin NS-18   | 13 жовтня 2021    |
| 43      | Португалія                      | Маріо Феррейра                       | Blue Origin NS-22   | 4 серпня 2022     |
| 44      | Єгипет                          | Сара Сабри                           | Blue Origin NS-22   | 4 серпня 2022     |

## Див. Також
- Перші в космосі